# Kocioł (Góry Sowie)
Kocioł (niem. Kesselberg), 617 m n.p.m. – wzniesienie w południowo-zachodniej Polsce, w Sudetach Środkowych, w Górach Sowich.
Wzniesienie położone na obszarze Parku Krajobrazowego Gór Sowich w północno-zachodniej części Gór Sowich, na północno-zachodniej ich krawędzi około 2,5 km na północ od centrum Kamionek.
Kopulaste wzniesienie o zróżnicowanej rzeźbie i ukształtowaniu oraz stromych zboczach z wyrazistą częścią szczytową. Wznosi się w końcowym odcinku długiego bocznego grzbietu odchodzącego od Wielkiej Sowy w kierunku północno-wschodnim, pomiędzy Zameczną na wschodzie a kończącym, grzbiet Forteczną na północnym wschodzie, który stromo opada do linii sudeckiego uskoku brzeżnego.
Wzniesienie wyraźnie wydzielają wykształcone górskie doliny: od północnego zachodu dolina Kłomnicy i Dolina Kamionkowska od południowego wschodu. Od bliźniaczego wzniesienia Zameczna, położonego ok. 350m. po wschodniej stronie oddzielone jest małym płytkim siodłem. Wzniesienie zbudowane z prekambryjskich gnejsów i migmatytów. Zbocza wzniesienia pokrywa niewielka warstwa młodszych osadów z okresu zlodowaceń plejstoceńskich. Cała powierzchnia wzniesienia łącznie z partią szczytową porośnięta jest lasem bukowo-świerkowym regla dolnego ze znaczną domieszką brzozy, sosny, jarzębiny i modrzewia. Zachodnim zboczem trawersują liczne drogi leśne, a grzbietem prowadzi ścieżka stanowiąca nie znakowaną i mało uczęszczaną trasę na Wielką Sowę z Rościszowa i Pieszyc. U zachodniego podnóża wzniesienia, położona jest miejscowość Lasocin. Położenie wzniesienia, kształt oraz kopulasty szczyt czynią wzniesienie rozpoznawalnym w terenie.

## Inne
- Wzniesienie w przeszłości nosiło nazwę: Kesselberg.

## Ciekawostki
- Na wzniesienia w przeszłości prowadzone były roboty górniczo poszukiwawcze.